# Numeryczny model terenu
NMT, Numeryczny Model Terenu – jest numeryczną, dyskretną (punktową) reprezentacją wysokości topograficznej powierzchni terenu wraz z algorytmem interpolacyjnym umożliwiającym odtworzenie jej kształtu w określonym obszarze. Tak zdefiniowany model zawiera informacje o relacjach topologicznych łączących poszczególne punkty w terenie. Zdefiniowanie topologii następuje w wyniku zastosowania algorytmów interpolacyjnych, odtwarzających ukształtowanie modelowanej powierzchni w odniesieniu do dowolnej analizowanej cechy środowiska.

## NMT
W polskiej literaturze naukowej pod nazwą NMT często występują zamiennie dwa terminy angielskie: DEM (Digital Elevation Model) i DTM (Digital Terrain Model). W literaturze proponuje się ich polskie odpowiedniki, dla DEM – CMW (cyfrowy model wysokościowy), a dla DTM – NMT (numeryczny model terenu).
W systemach komputerowych, przez oprogramowanie GIS najczęściej są tworzone dwa podstawowe typy NMT: regularny w postaci prostokątnej siatki punktów (GRID, model pseudorastrowy) i nieregularny w postaci siatki trójkątów (TIN, model trójkątowy, ang. Triangular Irregular Network). Na obszarze Polski są dostępne następujące cyfrowe modele wysokościowe przedstawiające rzeźbę terenu, w oparciu o które można numerycznie opracować numeryczne modele terenu:
- modele DTED poziomu 0, 1 i 2;
- modele opracowane w ramach danych SRTM 1 i 3 międzynarodowej misji promu kosmicznego Endeavour;
- modele powstające w ramach prac nad projektem LPIS – Systemem Identyfikacji Działek Rolnych (ang. Land Parcel Information Systems) z wykorzystaniem archiwalnych zdjęć lotniczych w skali 1 : 26 000;
- modele powstające w ramach systemu osłony powodziowej SMOK (System Monitoringu i Osłony Kraju);
- modele wysokościowe powstające w ramach opracowania bazy TBD (Bazy Danych Topograficznych);
- modele wysokościowe oparte na danych cyfrowych VMap (Vector Smart Map), np. dane bazowe VMap L2 opracowane przez Służbę Topograficzną WP oraz GUGiK.

Doskonałe odtworzenie powierzchni terenu odzwierciedlającej dowolną cechę środowiska przez numeryczny model terenu nie jest możliwe, ze względu na ograniczenia wielkości zbioru danych, czasowe oraz ekonomiczne. Nie można pomierzyć ani wyrazić całej złożoności powierzchni terenu. Podstawowe problemy jakie dotyczą numerycznego modelu terenu to:
1. dobór charakterystycznych punktów powierzchni w celu uzyskania jak najlepszego efektu przy minimalizacji ilości danych (ang. sampling problem),
2. odtworzenie powierzchni na podstawie istniejących danych (ang. representation problem),
3. generalizacja cyfrowego modelu wysokościowego.

Cyfrowe modele wysokościowe służą do rozwiązania zadania polegającego na określeniu trzeciej współrzędnej punktu (wysokości), którego współrzędne płaskie są znane. Służą także do automatycznej interpolacji warstwic, obliczania spadków terenu i określania jego ekspozycji, obliczeń inżynierskich, obliczania przekrojów przez teren, wizualizacji terenu i wielu innych.
Zasadniczo w systemach informacji geograficznej spotkamy się z trzema rodzajami geometrycznych baz danych:
1. 2D – dwuwymiarowa płaska,
2. 3D – umożliwia badania i analizy obiektów w przestrzeni trójwymiarowej, czyli badanie wszelkich zależności wysokościowych,
3. 2,5D – jest połączeniem baz 2D i 3D; obok płaskiej, dwuwymiarowej bazy geometrycznej funkcjonuje dodatkowo numeryczny model terenu.

## Pozyskiwanie
W czasach współczesnych cyfrowy model wysokościowy może zostać pozyskany na podstawie:
1. pomiarów terenowych (np. przy użyciu niwelatorów i odbiorników GPS),
2. map topograficznych (poprzez digitalizację poziomic),
3. opracowań fotogrametrycznych (przez przetworzenie zdjęć lotniczych lub naziemnych),
4. skaningu laserowego,
5. obrazów radarowych (np. dane SRTM).
6. opracowań map fotograficznych[7]

## Modele danych cyfrowego modelu wysokościowego

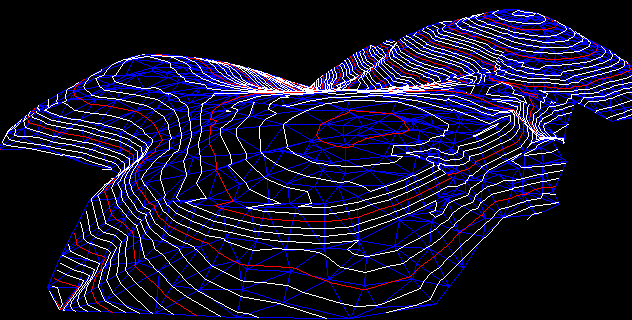
CMW w postaci sieci trójkątów z warstwicami

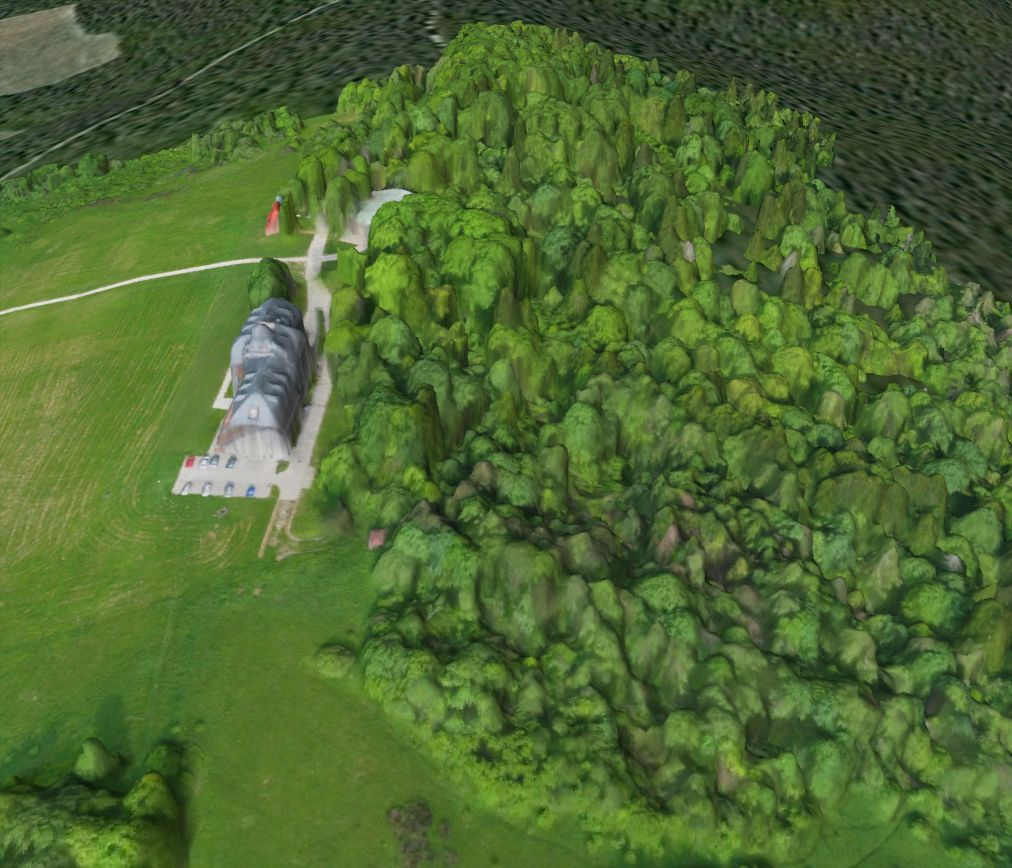
Numeryczny model terenu zbudowany z 500 zdjęć uzyskanych z bezpilotowca Pteryx UAV latającego 200m nad obiektem. Model 2,5D w postaci rastrowej pokryto ortofotomapą o rozdzielczości 10cm/pixel (stąd nieregularne plamy na ścianach). Model wysokości i ortofotomapę uzyskano z jednego źródła.

### Model rastrowy
Wykorzystuje do reprezentacji rzeźby terenu macierz elementów, zwanych też oczkami siatki, komórkami czy gridami. Każdy element macierzy przechowuje średnią wysokość pola elementarnego, którego wymiar zależy od przyjętej rozdzielczości przestrzennej CMW. Musi ona być dobrana w taki sposób, aby mogła prawidłowo odzwierciedlać elementy rzeźby terenu, które charakteryzują się największą nieregularnością. Wymóg ten sprawia, iż zapis danych w modelu rastrowym wykazuje miejscami nadmiar informacji, np. dla fragmentów, gdzie dominuje krajobraz równinny. Zaletą tego modelu jest prostota zapisu danych oraz łatwość w obliczaniu charakterystyk morfometrycznych.

### Model triangulacyjny
Powierzchnia terenu jest dzielona na trójkąty elementarne, których wierzchołki odpowiadają punktom wysokościowym. Wprowadzając dane do tego modelu należy pamiętać o uwzględnieniu wszelkich linii strukturalnych rzeźby (linie szkieletowe, linie nieciągłości, granice wyłączeń obszarów poziomych, lokalne ekstrema). Model ten pozwala na obliczanie charakterystyk morfometrycznych rzeźby, jednak wymaga to zwiększenia stopnia skomplikowania takich obliczeń. Niewątpliwie zaletą takiego sposobu zapisu danych jest zmienna rozdzielczość przestrzenna, pozwalająca na oszczędny zapis danych w miejscach, gdzie rzeźba terenu jest wyrównana i może zostać opisana mniejszą ilością punktów. Model TIN jest często stosowany w programach GIS, wykorzystujących wektorowy model danych oraz tam, gdzie wymagana jest duża precyzja CMW.

### Model poziomicowy
Deskrypcja (opis) rzeźby terenu następuje za pomocą izolinii, które tworzą wektor o współrzędnych (x, y, z). Najczęściej jest on wykorzystywany jako pomocnicza warstwa tematyczna, którą można łączyć z innymi warstwami w celu wzbogacenia treści mapy. Model pozwala na uzyskanie przybliżonego obrazu morfologii terenu i obliczenie niektórych charakterystyk (np. wymiar fraktalny). Dane zapisane w modelu poziomicowym często bywają wykorzystywane do obliczeń innych modeli (np. triangulacyjnego i rastrowego).

### Model hybrydowy
Stanowi jedno z najlepszych rozwiązań pod względem dokładności odwzorowania powierzchni. Punkty pomiarowe zostają przeliczone na siatkę interpolacyjną podobnie jak w sieci regularnej. Baza danych modelu uzupełniona jest danymi wektorowymi, opisującymi położenie pewnych punktów pomiarowych oraz charakterystycznych linii.